# Stephanie McIntosh
Stephanie McIntosh (Melbourne, 5 de julho de 1985) é uma atriz e cantora australiana.